# Ammannia sarcophylla
Ammannia sarcophylla är en fackelblomsväxtart som beskrevs av Friedrich Welwitsch och William Philip Hiern. Ammannia sarcophylla ingår i släktet Ammannia och familjen fackelblomsväxter. Inga underarter finns listade i Catalogue of Life.